# Warrenpoint
Warrenpoint (de l'irlandais: Phointe, qui signifie Le Point) est une ville dans le comté de Down, Irlande du Nord.